# Vertigo meramecensis
Vertigo meramecensis är en snäckart som beskrevs av Van Devender 1979. Vertigo meramecensis ingår i släktet Vertigo och familjen puppsnäckor. Inga underarter finns listade i Catalogue of Life.